# Zlín Z 37
Lo Zlin Z-37 Čmelák (in ceco "bombo") è un aereo agricolo costruito da Moravan Aviation. Alla progettazione e alla costruzione partecipò anche la Let Kunovice, tanto che questo velivolo è noto anche con il nome di LET Z-37 Čmelák. Questo aeroplano, interamente progettato e prodotto in Cecoslovacchia, viene utilizzato come aereo agricolo.

## Storia del progetto
Il progetto per la costruzione in Cecoslovacchia di un aereo agricolo iniziò nel 1961, con la collaborazione di due aziende: la Let Kunovice e la Moravan Aviation. Il primo prototipo di questo modello volò il 29 giugno 1963. La denominazione Z-37 venne assegnata nel 1965. Nel 1971 è stata prodotta una versione con le strutture di base rinforzate, la Z-37A; questa versione venne prodotta fino al 1975 e successivamente dal 1983 al 1984. Fu prodotta inoltre una versione, chiamata Z-37A-2, usata per l'addestramento di nuovi piloti.
Il 6 settembre 1981 il prototipo di XZ-37T, volò per la prima volta; era alimentato da un motore a turboelica M-601B Walter. Un altro prototipo definitivo turboelica, il Z-37T Agro Turbo, spinto da un motore meno potente (M-601Z) volò per la prima volta il 29 dicembre 1983. Oltre ad un nuovo motore, presentava un'apertura alare più ampia (13,63 m) ed era dotato di winglet.

## Tecnica

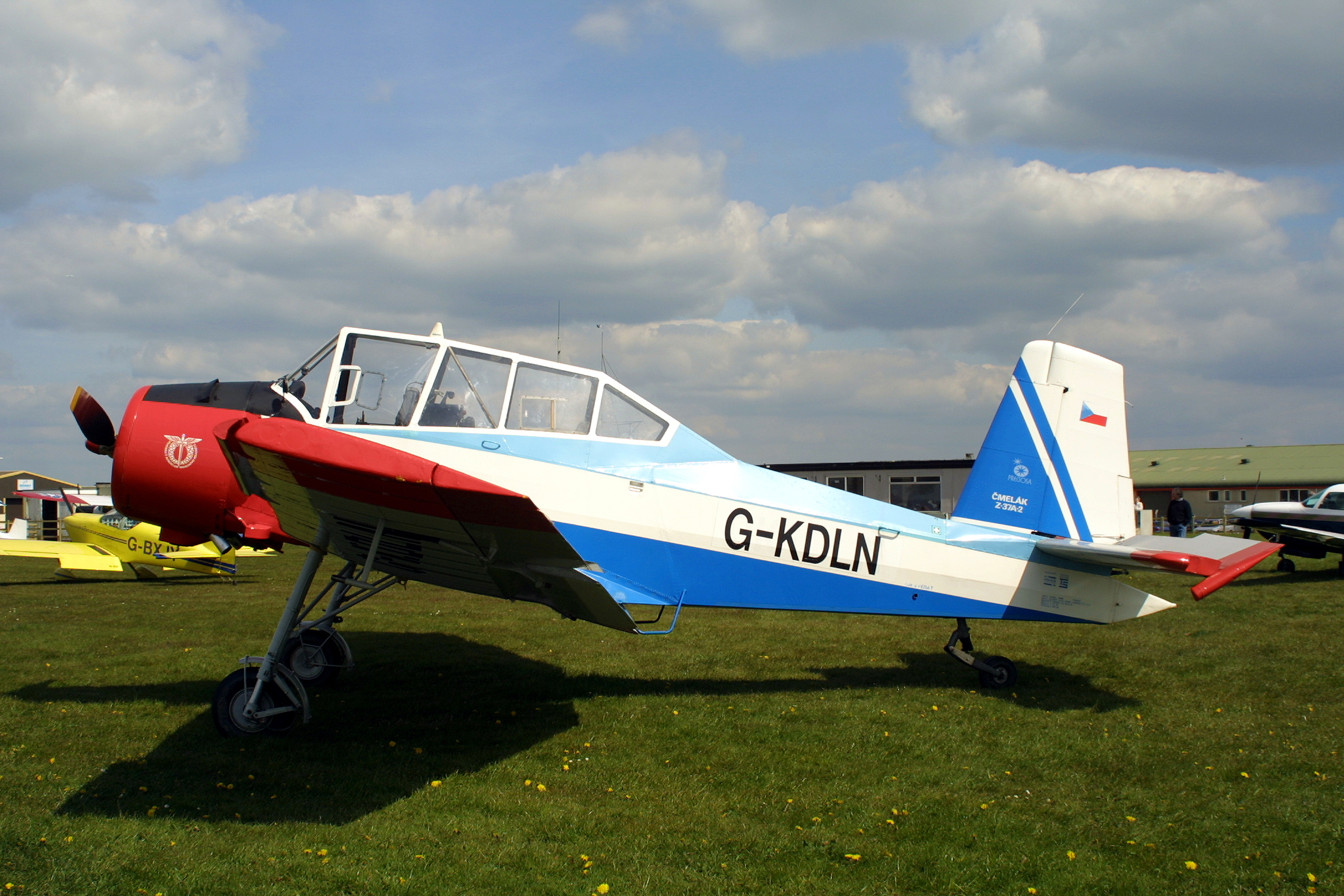
Z-37

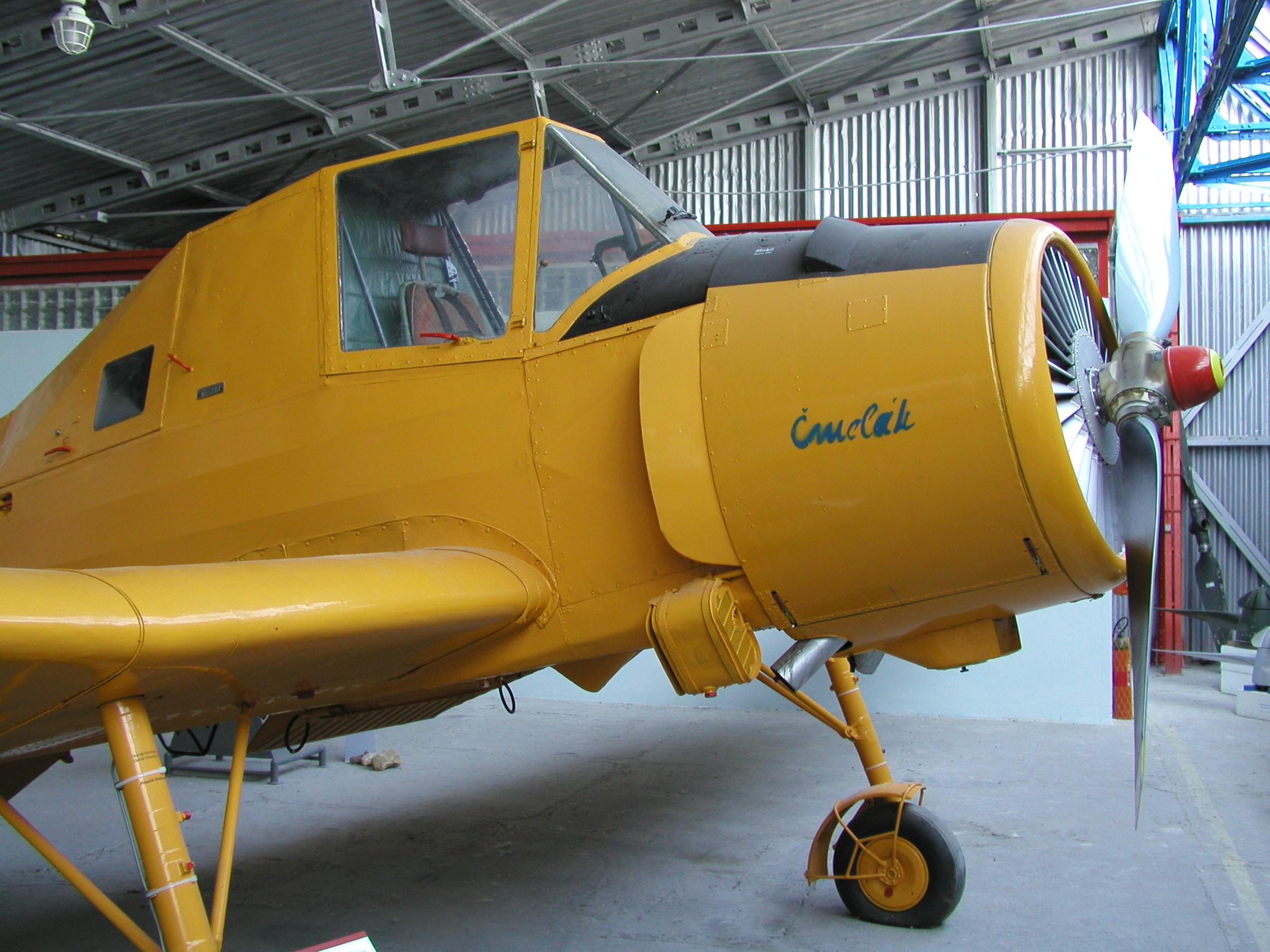
Vista anteriore di un Z-37

Lo Z-37 è un monoplano ad ala bassa; le ali sono coperte con uno strato di alluminio, mentre la fusoliera e le superfici di controllo sono rivestite di tessuto. Presenta i carrelli completamente fissi e il pilota siede in un abitacolo posto subito dietro ad un motore radiale da 315 cavalli; dietro il pilota è previsto lo spazio per un tecnico.
 
Dato che lo Z-37 nasce come aereo agricolo, è previsto lo spazio per installare anche per i serbatoi di fertilizzante o per altre sostanze chimiche; esiste però anche una versione cargo per il trasporto di merci, ed addirittura una versione capace di trasportare tre passeggeri, rivolti però in senso opposto a quello di navigazione.

## Impiego operativo
L'utilizzatore principale del Z-37 è stata l'allora Cecoslovacchia (oggi Repubblica Ceca e Slovacchia), assieme alla Germania Est e agli altri paesi del Blocco orientale. Parecchi esemplari sono stati esportati in Africa ed in India dove, per aumentare l'autonomia di volo, la tramoggia per l'insetticida veniva usata come serbatoio supplementare. Qualche esemplare è finito anche in Inghilterra e negli Stati Uniti.
 
Oggi l'uso di questo velivolo come aereo agricolo è limitato a causa del consumo di carburante, ma viene comunque utilizzato per il traino di alianti, data la sua capacità di trainarne con facilità da due a quattro contemporaneamente. In un caso addirittura uno Z 137T slovacco ne trainò contemporaneamente nove.

## Versioni
- XZ-37 primo prototipo

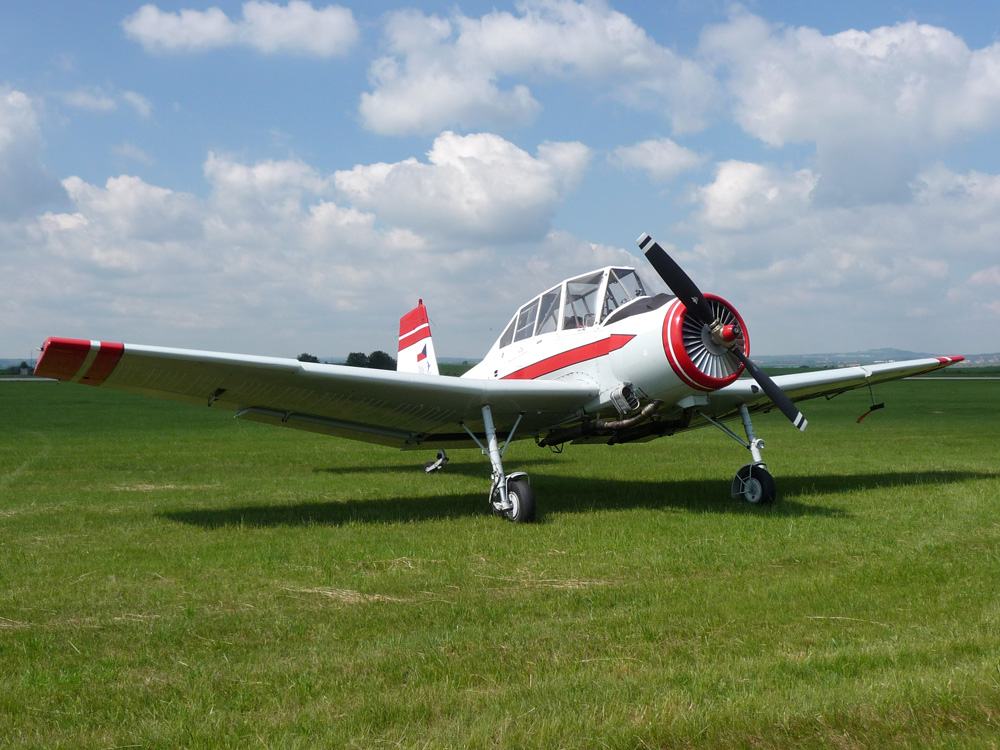
Zin Z-37

- Z-37 prima versione costruita dal 1965 al 1971
- Z-37A seconda versione, rinforzata e costruita dal 1971 al 1975 e più avanti dal 1983 al 1985
- Z-37A-2 versione per l'addestramento di piloti
- Z-37A-3 versione con un pilota e tre passeggeri
- XZ-37T prototipo della versione turboelica costruito nel 1981
- Z-37T Agro Turbo versione turboelica
- Z-37T-2 versione turboelica con due posti per l'addestramento
- Z-137T ultima versione prodotta

## Utilizzatori
- Cecoslovacchia
- Rep. Ceca
- Germania Est
- Finlandia
- Ungheria
- India
- Iraq
- Regno Unito
- Jugoslavia